# Sokosti
Der Sokosti [ˈsɔkɔsti] ist ein 718 Meter hoher Fjell in Finnisch-Lappland. Er ist der höchste Gipfel des Fjellgebiets Saariselkä und liegt rund vier Kilometer östlich des Sees Luirojärvi im Gebiet der Gemeinde Sodankylä. Er gehört zum Nationalpark Urho Kekkonen.